# 한미연합사단
한미연합사단(韓美聯合師團. 영어: 2ID/ROK-US Combined Division)은 대한민국 육군과 미국 육군의 다국적 연합사단으로서 조선민주주의인민공화국과의 한국 전쟁이 재개될 때 편성되는 전시 부대이다.
대한민국 측 장교 30명을 더해 총 300명의 참모진을 추려 2015년 1월 15일에 참모부가 편성되었다. 2015년 4월 24일에 있었던 미국 제2보병사단장 취임식에서 이임하는 토마스 반달 소장은 참모부원 300명 중에 31명은 한국군 측에서 선발되었고, 언론과의 인터뷰에서 사단 창설 준비가 마무리되어 5월에 정식으로 가동될 것이라 밝혔다. 아직 사단 본부가 주둔할 곳은 정해지지 않았다.

## 지휘부
지휘관은 각각 미국의 제2보병사단장이 사단장을 겸직하고, 한미연합사단 협조단장이 부사단장을 맡는다.
- 사단장 : 미국 육군 소장 (제2보병사단장)
- 부사단장 : 대한민국 육군 준장 (한미연합사단 협조단장)
- 참모부 (300명)

## 부대
- 미국 육군 제2보병사단
  - 제1기갑여단전투단 (순환 편성)
  - 제2전투항공여단
  - 제210야전포병여단
- 대한민국 육군 수도기계화보병사단
  - 제16기계화보병여단 (전시)

## 같이 보기
- 한미연합군사령부
- 한미 제1군단